# Fistball en los Juegos Mundiales de 2022
El Fistball en los Juegos Mundiales de 2022 es uno de los deportes que forman parte de los Juegos Mundiales de 2022 celebrados en Birmingham, Alabama durante el mes de julio de 2022, y se llevó a cabo en las instalaciones del Birmingham Southern College. El evento femenino se realiza por primera vez en la historia de los Juegos Mundiales.

## Participantes
- Austria
- Brasil
- Alemania
- Suiza
- Estados Unidos

## Resultados
| Evento    | Oro | Plata | Bronce |
| --------- | --- | --- | --- |
| Masculino | Alemania · Tim Albrecht · Philip Hofmann · Rouven Kadgien · Felix Klassen · Philipp Kubler · Fabian Sagstetter · Ole Schachtsiek · Jonas Schroter · Patrick Thomas · Nick Trinemeier       | Suiza · Tim Egolf · Joel Fehr · Nicolas Fehr · Luca Fluckiger · Leon Heitz · Silvan Jung · Ueli Rebsamen · Raphael Schlattinger · Cedric Steinbauer · Rico Strassmann         | Brasil · Gabriel Araujo · Bruno Arnold · Douglas Brados · Gabriel Drumm · Rafael Galvao · Gabriel Heck · Mateus Kuntzler · Sergio Mueller · Alexandre Passos · Fernando Tedesco        |
| Femenino  | Alemania · Anna-Lisa Aldinger · Helle Grossmann · Michaela Grzywatz · Ida Hollmann · Luca von Loh · Sonja Pfrommer · Henriette Schell · Svenja Schröder · Theresa Schröder · Hinrike Seitz | Suiza · Tanja Bognar · Jamie Bucher · Noemi Egolf · Fabienne Frischknecht · Rahel Hess · Adela Lang · Sarina Mattle · Sara Peterhans · Seraina Schenker · Mirjam Schlattinger | Brasil · Cristiane Huaska · Cecilia Jaques · Melissa Knebel · Giovanna Lucchin · Isabella Lucchin · Angela Melo · Tatiane Schneider · Rejane Sinhori · Bianca Suffert · Sabine Suffert |

## Medallero
| Rank               | País               | Oro | Plata | Bronce | Total |
| ------------------ | ------------------ | --- | ----- | ------ | ----- |
| 1                  | Alemania           | 2   | 0     | 0      | 2     |
| 2                  | Suiza              | 0   | 2     | 0      | 2     |
| 3                  | Brasil             | 0   | 0     | 2      | 2     |
| Totales (3 países) | Totales (3 países) | 2   | 2     | 2      | 6     |